# إثيل سوتون بروس
إثيل سوتون بروس (بالإنجليزية: Ethel Sutton Bruce)‏ هي لاعب كرة مضرب أمريكية، ولدت في 22 يناير 1881 في بورتسموث في المملكة المتحدة، وتوفيت في 18 يونيو 1957.